# Символ сердца
Символ сердца — символ, используемый для обозначения сердца или любви. Реальное человеческое сердце напоминает весьма отдалённо.

## Версии происхождения
- Согласно легендам, форма символического сердца — не что иное, как лист плюща[1].[неавторитетный источник] В эллинистической культуре плющ считался символом бога виноделия и страсти Диониса. На греческих амфорах часто использовали символ плюща для декорирования[2]. Плющ имел много значений — в том числе и непристойных: греческие «дома терпимости» в IV в. до н. э. использовали лист плюща как эмблему.

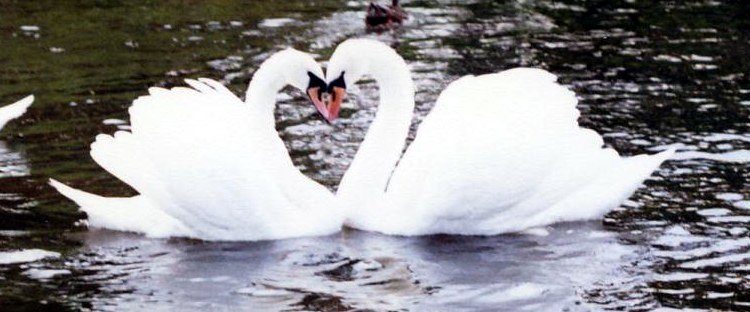

- Пара лебедей, подплывающих навстречу друг другу, в момент касания образует форму сердца. Лебеди являются символом любви, верности и преданности, так как сформированная пара остается вместе на всю жизнь[3], что в мире животных наблюдается крайне редко[4].
- В период Античности древние греки и римляне ассоциировали женскую красоту главным образом с формами тел женщин со спины. То есть символ сердца есть не что иное, как проекция на бумагу женских ягодиц[5][6][7][8].

## Использование

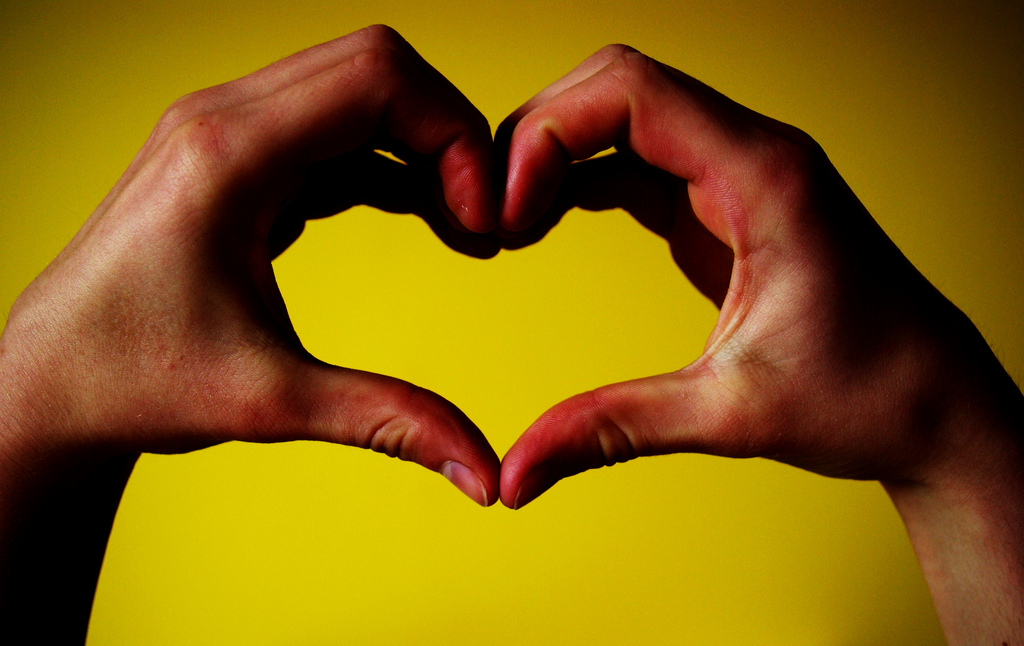
Символ сердца, выражаемый жестом

- Для визуального обозначения глагола «любить». Например: «Я ♥ тебя» = «Я люблю тебя».
- Как символ любви изображается на подарочной продукции: открытках, игрушках, шоколадных конфетах и т. д. При праздновании Дня святого Валентина принято дарить открытки в форме сердца — «валентинки». Подарки в виде сердца также принято дарить любимым на день рождения и другие праздники.
- Знак схематически обозначает сердце — орган кровеносной системы.
- В компьютерных играх сердечки могут обозначать «жизни».
- На игральных картах символ сердца обозначает масть «черви».
- В ряде социальных сетей символом сердца обозначены кнопки для «лайка», предназначенные для обозначения фотографии, видео или поста понравившимся.

На игральных картах символ сердца обозначает масть «черви»

## Компьютерный код
Сердце обычно обозначается смайликом как <3. В Юникоде имеются несколько символов для его обозначения:
| Начертание | Описание                                                      | HTML-код                          | Alt-коды |
| ---------- | ------------------------------------------------------------- | --------------------------------- | -------- |
| ❦          | U+2766 FLORAL HEART                                           | &#x2766;                          |          |
| ❧          | U+2767 ROTATED FLORAL HEART BULLET                            | &#x2767;                          |          |
| ☙          | U+2619 REVERSED ROTATED FLORAL HEART BULLET                   | &#x2619;                          |          |
| ♡          | U+2661 WHITE HEART SUIT                                       | &#x2661; или &#9825;              |          |
| ♥          | U+2665 BLACK HEART SUIT                                       | &#x2665; или &#9829; или &hearts; | Alt + 3  |
| ❤          | U+2764 HEAVY BLACK HEART in device default representation     | &#x2764; или &#10084;             |          |
| ❤︎          | U+2764 HEAVY BLACK HEART in explicit plaintext representation | &#x2764;&#xfe0e;                  |          |
| ❤️         | U+2764 HEAVY BLACK HEART in explicit emoji representation     | &#x2764;&#xfe0f;                  |          |
| ❥          | U+2765 ROTATED HEAVY BLACK HEART BULLET                       | &#x2765; или &#10085;             |          |
| ❣          | U+2763 HEAVY HEART EXCLAMATION MARK ORNAMENT                  | &#x2763; или &#10083;             |          |

А также эмодзи в блоках «Разные символы и пиктограммы» и «Дополнение к символам и пиктограммам»:
| Начертание | Описание                           | HTML-код  |
| ---------- | ---------------------------------- | --------- |
| 🎔          | U+1F394 HEART WITH TIP ON THE LEFT | &#x1f394; |
| 💑         | U+1F491 COUPLE WITH HEART          | &#x1f491; |
| 💒         | U+1F492 WEDDING                    | &#x1f492; |
| 💓         | U+1F493 BEATING HEART              | &#x1f493; |
| 💔         | U+1F494 BROKEN HEART               | &#x1f494; |
| 💕         | U+1F495 TWO HEARTS                 | &#x1f495; |
| 💖         | U+1F496 SPARKLING HEART            | &#x1f496; |
| 💗         | U+1F497 GROWING HEART              | &#x1f497; |
| 💘         | U+1F498 HEART WITH ARROW           | &#x1f498; |
| 💙         | U+1F499 BLUE HEART                 | &#x1f499; |

| Начертание | Описание                  | HTML-код  |
| ---------- | ------------------------- | --------- |
| 💚         | U+1F49A GREEN HEART       | &#x1f49a; |
| 💛         | U+1F49B YELLOW HEART      | &#x1f49b; |
| 💜         | U+1F49C PURPLE HEART      | &#x1f49c; |
| 💝         | U+1F49D HEART WITH RIBBON | &#x1f49d; |
| 💞         | U+1F49E REVOLVING HEARTS  | &#x1f49e; |
| 💟         | U+1F49F HEART DECORATION  | &#x1f49f; |
| 🖤         | U+1F5A4 BLACK HEART       | &#x1f5a4; |
| 🤍         | U+1F90D WHITE HEART       | &#x1f90d; |
| 🤎         | U+1F90E BROWN HEART       | &#x1f90e; |
| 🧡         | U+1F9E1 ORANGE HEART      | &#x1f9e1; |
| 🩵         | U+1FA75 LIGHT BLUE HEART  | &#x1fa75; |
| 🩶         | U+1FA76 GREY HEART        | &#x1fa76; |
| 🩷         | U+1FA77 PINK HEART        | &#x1fa77; |

## Математическое описание
Имеется несколько математических уравнений, графическое решение которых приводит к образованию кривых, похожих на символ сердца. Самое известное из них — кардиоида, которое является частным случаем улитки Паскаля, эпициклоиды и синусоидальной спирали. Другими кривыми, такими как (x2+y2−1)3−x2y3=0, можно добиться лучшего приближения к форме сердца.
|  | {\displaystyle y={\frac {1}{2}}\left\|x\right\|\pm {\sqrt {1-{\frac {3}{4}}x^{2}}}} | {\displaystyle (x^{2}+y^{2}-1)^{3}=x^{2}y^{3}} | {\displaystyle \textstyle {\binom {16\sin ^{\scriptscriptstyle 3}t}{13\cos {}t-5\cos 2t-2\cos 3t-\cos 4t}}} |